# Bölverkr Arnórsson
Bölverkr Arnórsson (nórdico antiguo: Bǫlverkr Arnórsson) o Bolverk fue un escaldo islandés del siglo XI, hermano del poeta Þjóðólfr Arnórsson. Era el favorito de la corte del rey Harald Hardrada de Noruega. Sus poemas sobre el rey se conservan en Morkinskinna.
Normalmente, los escaldos de la Era vikinga actuaban como poetas-soldado y acompañaban a los reyes en sus expediciones, de todas formas al margen del registro literario poco más se sabe de la vida de Bolverk.